# Achraf Baznani

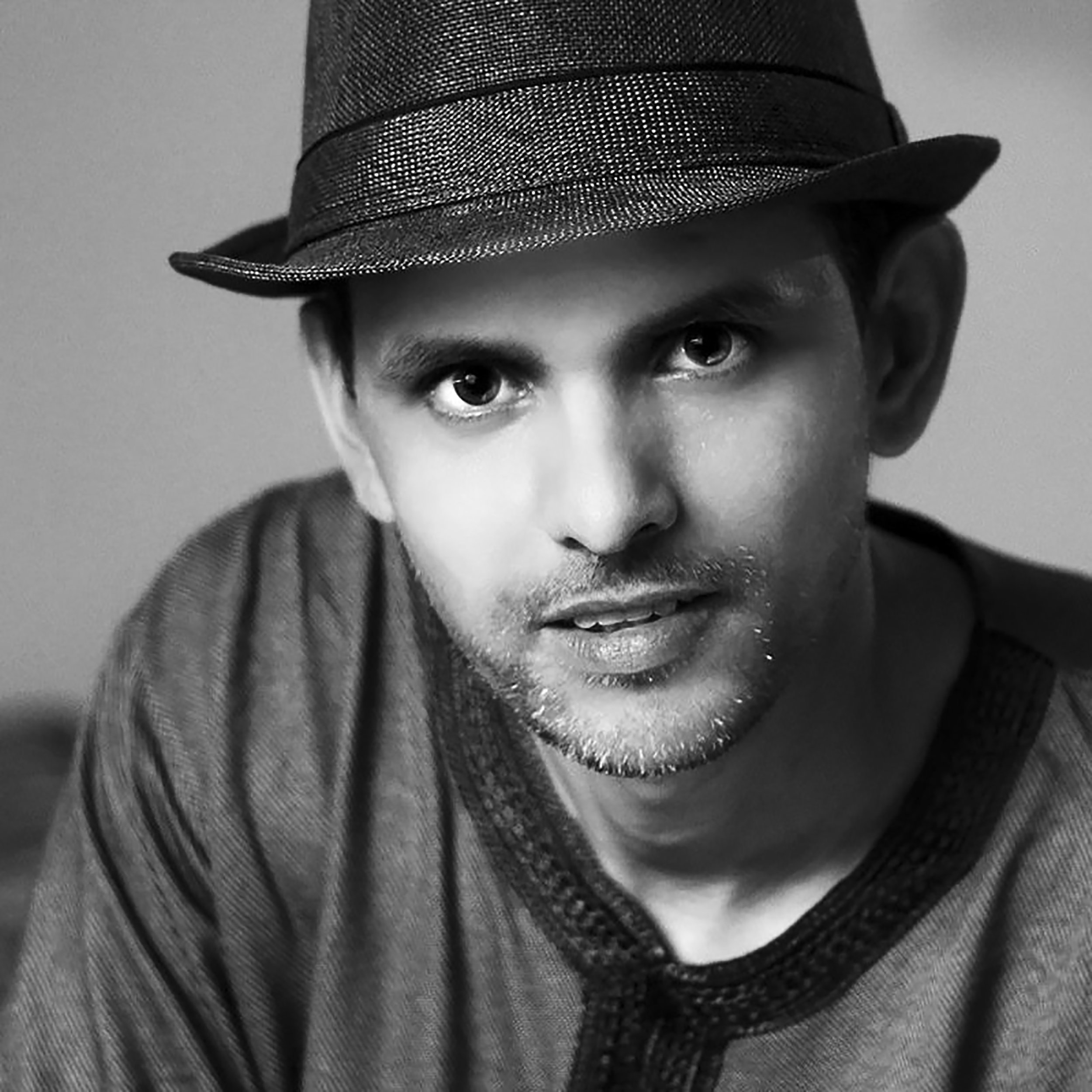
Achraf Baznani

Achraf Baznani é um artista, cineasta e fotógrafo marroquino, nascido em Marrakech em 1979.

## Biografia

### Il corso
O Marroquino Achraf Baznani é fotógrafo e cineasta, atualmente vive e trabalha em Marrocos. Ele explora a fotografia surreal criando cenários incríveis com objetos do cotidiano.
Ele se diverte com sua câmera usando outros itens como copos, bulbo, ovos, aviões de papel, etc, e os ilustra no estilo de Gulliver em um mundo onde os objetos se igualam a seu tamanho. A maioria de suas imagens imaginativas consiste de auto-retratos em que você pode vê-lo preso dentro de frascos de vidro ou o tamanho de uma lente de câmera.
Achraf Baznani começou a fotografar o evento e ele é auto-didata. Ele recebeu um EKTRA compacto 250 para o seu aniversário, e depois tornou-se viciado para o gol. Ele, então, fez vários filmes e documentários curtas, incluindo "On" em 2006, "The Forgotten" em 2007 e "The Immigrant", em 2007, para o qual ele recebeu inúmeros prêmios nacionais e internacionais antes mesmo de optar por um tempo, a fotografia, mas desta vez a fotografia surreal. 
Achraf Baznani é influenciado por André Breton e Salvador Dali.

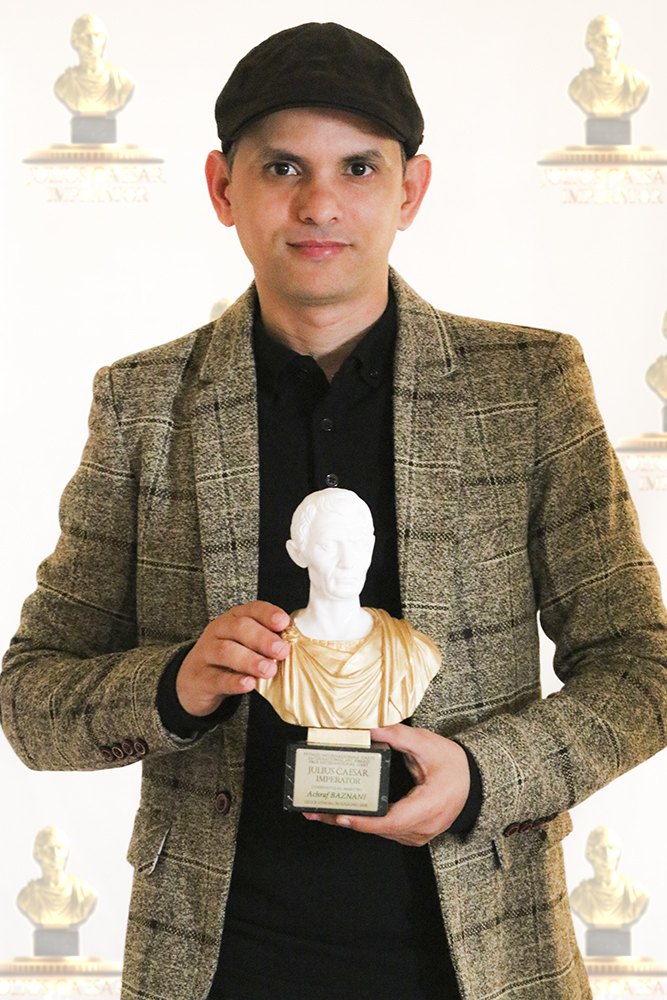
Achraf Baznani has Won the JULIUS CAESAR IMPERATOR ART AWARD in 2018. Lecce, Italy

### Prezzo
Achraf Baznani era um vencedor:
- 2018: Julius Caesar Imperator Art Award, Lecce, Italy

- 2017: International Award Galileo Galilei, Pisa, Italia[9]
- 2017: Fine Art Photography Awards - Achraf Baznani Nominee in Conceptual
- 2017: Silver Medal, One Hundred Arab Photographers Award, Germany
- 2017 : PX3 - The Paris Photography Prize, Bronze[10][11]
- 2016: Kunst Heute Award, Deutschland [4]
- 2016: International Prize Colosseo, Roma, Italy
- 2016: Golden Orchid Grand Prize, USA
- 2016: 1st Place Winner – Golden Ribbon in Notindoor photography magazine contest, USA

- 2016: Merit in Sydney International Exhibition of Photography

- Melhor Diretor: festival nacional de cinema educativo em Casablanca, Marrocos, em 2006
- Melhor Diretor: Festival Nacional de educação fio em Casablanca, Marrocos, em 2007
- Melhor Diretor: festival nacional de filmes amadores curtos Settat, Marrocos em 2008
- Melhor Diretor: festival nacional de cineastas de curta duração em Casablanca, Marrocos, em 2008
- Melhor Diretor: festival curta-metragem em Nador, Marrocos em 2008
- Melhor Diretor: National Educational Film Festival em Fes, Marrocos, em 2009
- Prêmio do Júri no Festival Internacional de Curtas e Documentários em Casablanca, Marrocos, em 2009
- O primeiro prêmio no festival de curtas na Liga Árabe em 2009

## Articoli

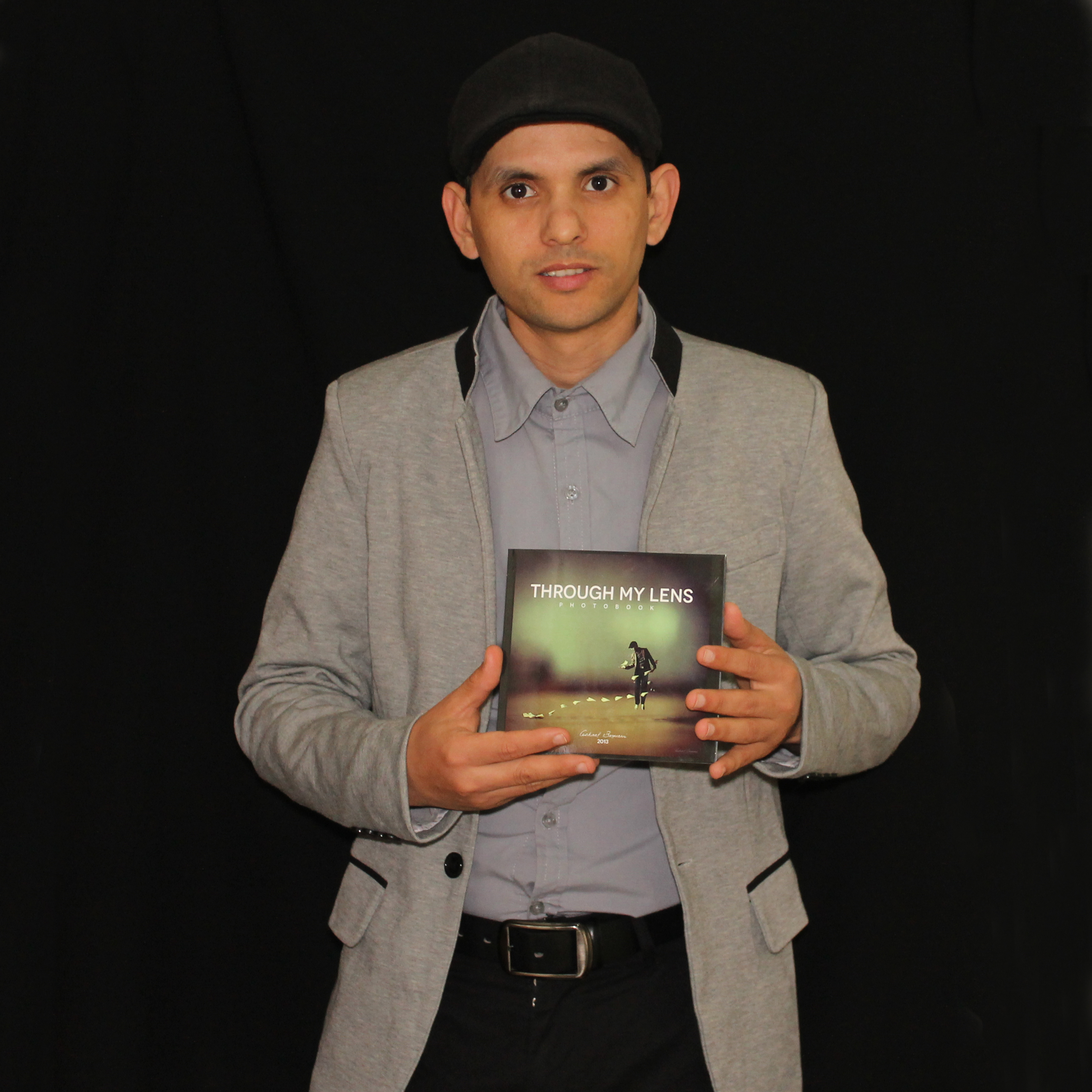
Achraf Baznani

### Libri
- Through my Lens, Art book 2014, ISBN 9781502793386
- Inside my Dreams, Art book 2014, ISBN 9781502856586
- I AM, 2016
- Achraf Baznani, Surreal Stories, Paper Book, 2018, ISBN 9788827577745
- History of Surrealism. Edilivre, France 2018. ISBN 9782414215102
- I Can Only Imagine, 2019

### Films
- Marzo 2006
- Emigrant 2007
- Occhi 2009
- The Famous (2016) [12]

### Exposição

#### 2019
- Gender Equality World Campaign, International Photo Exhibition, Budapest
- Budapest Art Market, Hungary

#### 2018
- Africa Photo Festival, New York
- International Surrealism Now, Coimbra, Portugal[13]

#### 2017
- Artmuc, Munich, Germany
- Fine Art, Blank Art Gallery, Athene, Griekenland

- Nordart, Duitsland
- Biennale di Peschiera del Garda, Italy
- Colección Arte Al Límite, Sin Límites, Santiago, Chile[14]
- International Surrealism Now, Portugal
- Fare, fair - Cube Gallery, Patras, Greece

#### 2016
- 2016: Inside My Dreams, Solo Exhibition, Rabat, Morocco[15]
- 2016: International Surrealismo Now, Coimbra, Portugal

- 2016: Salon de la photographie africaine, Abidjan, Côte d'ivoire[16]

#### 2015
- 2015: Colour brust, PH21 Gallery, Budapest, Hungary[6]
- 2015: Parque Feira Internacional de Arte, Triberg, Alemanha
- 2015: Galley Globe, Texas, USA
- 2015: My Small World, Solo Exhibition, Marrakesh, Morocco

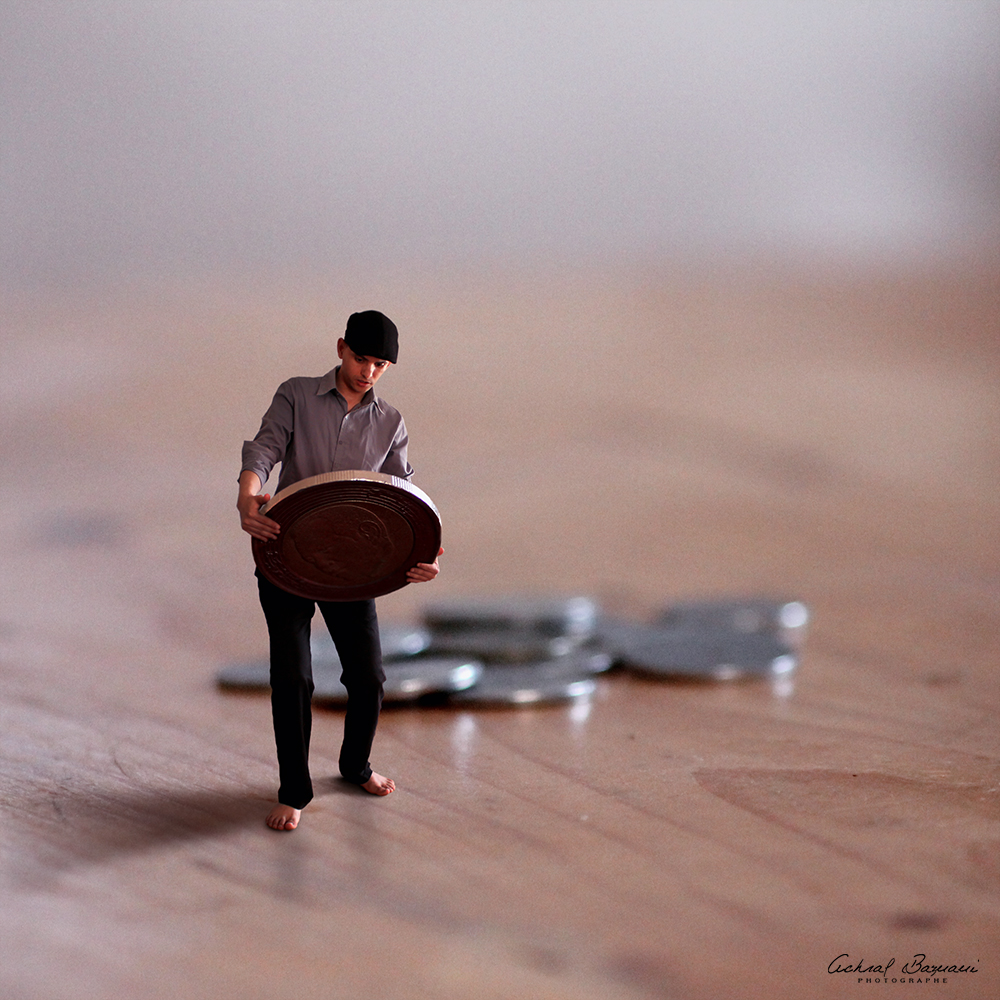
Coin by Achraf Baznani

### Revistas cobertura
- Zoom magazine Italia, Número 246

### Capa de livros
- A l'écoute des écrivains marocains, Fouad Mehdi, Virgule Editions, 2019
- tamgra n yibaDan, Taib Amgroud, Timdyazin Editions, 2019
- History of Surrealism, Achraf Baznani, Edilivre, 2018

## Pubblicazioni
- PH Magazine, Número 42, pp 36-39
- Arte Fotográfica magazine, Número 69, Setembro 2014, pages 54-62